# Фам Туан Хай
Фам Туан Хай (на виетнамски: Phạm Tuấn Hải)  (роден на 19 май 1998 г.) във Фу Ли, Виетнам) е виетнамски футболист полузащитник, нападател, състезател на виетнамския Ханой и Националния отбор на Виетнам. Участник в Купата на Азия 2023 където бележи втория гол срещу Япония при загубата с 2:4.

## Успехи
Хонг Лин Ха Тин (Ха Тин)
- В лига 2 (2 ниво)
  - Шампион (1): 2019

 Ханой
- В лига 1 (1 ниво)
  - Шампион на Виетнам (1): 2021
- Купа на Виетнам
  - Носител (1): 2022
- Суперкупа на Виетнам
  - Носител (1): 2022